# Hrvačka Bundesliga
Hrvačka Bundesliga (njem. Die Ringer-Bundesliga) njemačka je profesionalna hrvačka liga te najelitniji razred njemačkog hrvanja. Hrvanje u Bundesligi obuhvaća klasično olimpijsko hrvanje (grčko-rimski i slobodni stil) a ne američki Pro-Wrestling koji je marketinški komercijalan i namijenjen publici.

## Povijest
Hrvačka Bundesliga započela je s natjecanjem 1963. godine.

## Princip rada klubova
Za razliku od većine Europe, gdje je hrvanje amaterski sport, u njemačkoj Bundesligi hrvanje je profesionalan sport u kojem nastupaju najbolji hrvači Europe i Svijeta.
Princip rada klubova je sličan primjerice nogometnim klubovima. Tako hrvački klubovi imaju sponzore te transferima kupuju kvalitetne hrvače u zemlji i inozemstvu.
Za registraciju i transfer hrvača postoji vremensko ograničenje.

## Princip rada Bundeslige
Većina hrvačkih mečeva odigrava se po pravilima grčko-rimskog hrvanja, dok se ostatak meča bori po pravilima slobodnog hrvanja.
U prelimenarnom dijelu prvenstva natječu se 24 momčadi. Nakon toga slijedi četvrtfinale i polufinale. Pobjednici polufinala natječu se u finalu koje se odigrava u veljači. Finale traje dvije večeri. U finalu se predstavnici svih težinskih kategorija tijekom prve večeri natječu sa svojim protivnicima iz suparničkog kluba. Tokom druge večeri, ponavljaju se borbe među hrvačima koji su nastupali prijašnju večer. Nakon toga, zbrajaju se bodovi postignuti tijekom oba događaja te momčad koja je skupila najviše bodova postaje novi prvak Bundeslige.
24 hrvačke momčadi podijeljene su u 3. regionalne lige (Staffel Süd, Staffel Mitte i Staffel Nord). U svakoj regionalnoj ligi nastupa po 8 momčadi. U tom prelimenarnom dijelu prvenstva momčadi se natječu s protivnicima iz iste regije. Kasnije se najbolje plasirane momčadi bore u četvrtfinalu, polufinalu i finalu.

## Lista prvaka hrvačke Bundeslige
| Njemačka   | Njemačka                     | Njemačka                     | Njemačka              |
| Godina     | Prvak                        | Viceprvak                    | Rezultat              |
| ---------- | ---------------------------- | ---------------------------- | --------------------- |
| 1963.      | Einigkeit Aschaffenburg-Damm | ESV Sportfreunde Neuaubing   |                       |
| 1964.      | Einigkeit Aschaffenburg-Damm | ASV Heros Dortmund           |                       |
| 1965.      | ESV Sportfreunde Neuaubing   | Einigkeit Aschaffenburg-Damm |                       |
| 1966.      | KSV Köllerbach               | ASV Heros Dortmund           | 9:9 i 12:9            |
| 1967.      | VfK Schifferstadt            | KSV Köllerbach               |                       |
| 1968.      | KSV Köllerbach               | KSV Witten 07                | 7:9 i 10:8            |
| 1969.      | VfK Schifferstadt            | KSV Witten 07                | 9:9 i 4:13            |
| 1970.      | KSV Witten 07                | VfK Schifferstadt            | 9:8 i 10:10           |
| 1971.      | VfK Schifferstadt            | KSV Witten 07                | 17:7 i 15:9           |
| 1972.      | KSV Köllerbach               | VfK Schifferstadt            | 26:14 i 21,5 i 18,5   |
| 1973.      | ASV Mainz 1888               | KSV Witten 07                | 25,5:14,5 i 13:23     |
| 1974.      | KSV Witten 07                | ASV Bauknecht Schorndorf     | 21:17 i 18,5:18,5     |
| 1975.      | ASV Bauknecht Schorndorf     | ASV Mainz 1888               | 21:15 i 22:14         |
| 1976.      | VfK Schifferstadt            | KSV Germania Aalen           |                       |
| 1977.      | ASV Mainz 1888               | VfK Schifferstadt            | 18:24 i 26:19         |
| 1978.      | KSV Witten 07                | VfK Schifferstadt            | 22:14 i 19,5:24,5     |
| 1979.      | KSV Germania Aalen           | KSV Witten 07                | 20:20 i 22:18         |
| 1980.      | KSV Witten 07                | AV Reilingen                 | 23,5:14,5 i 23:17     |
| 1981.      | KSV Witten 07                | KSV Germania Aalen           | 22,5:17,5 i 25:15     |
| 1982.      | AV Reilingen                 | KSV Witten 07                | 18:20 i 23:16         |
| 1983.      | KSV Witten 07                | VfK Schifferstadt            | 24,5:14 i 20,5:16     |
| 1984.      | KSV Germania Aalen           | VfK Schifferstadt            |                       |
| 1985.      | KSV Wiesental                | KSV Germania Aalen           | 19,5:17 i 19:19       |
| 1986.      | KSV Witten 07                | VfK Schifferstadt            | 22,5:13,5 i 17,5:19,5 |
| 1987.      | AC Bavaria Goldbach          | VfK Schifferstadt            |                       |
| 1988.      | VfK Schifferstadt            | AC Bavaria Goldbach          |                       |
| 1989.      | AC Bavaria Goldbach          | KSV Wiesental                |                       |
| 1990.      | VfK Schifferstadt            | AC Bavaria Goldbach          |                       |
| 1991.      | AC Bavaria Goldbach          | RWG Mömbris-Königshofen      |                       |
| 1992.      | AC Bavaria Goldbach          | VfK Schifferstadt            |                       |
| 1993.      | AC Bavaria Goldbach          | VfK Schifferstadt            |                       |
| 1994.      | AC Bavaria Goldbach          | RWG Mömbris-Königshofen      |                       |
| 1995.      | AC Bavaria Goldbach          | VfK Schifferstadt            |                       |
| 1996.      | AC Bavaria Goldbach          | VfK Schifferstadt            |                       |
| 1997.      | KSV Germania Aalen           | AC Bavaria Goldbach          |                       |
| 1998.      | KSV Germania Aalen           | AC Bavaria Goldbach          |                       |
| 1999.      | KSV Germania Aalen           | KSV Witten 07                |                       |
| 2000./2001 | KSV Germania Aalen           | KSV Köllerbach               | 17:9 i 13,5:8,5       |
| 2001./2002 | KSV Germania Aalen           | VfK Schifferstadt            | 10:14,5 i 14:9        |
| 2002./2003 | KSV Germania Aalen           | VfK Schifferstadt            | 13:9 i 12:8           |
| 2003./04   | VfK Schifferstadt            | KSV Germania Aalen           | 16,5:6 i 12:10        |
| 2004./05   | VfK Schifferstadt            | 1. Luckenwalder SC           | 13:14,5 i 17,5:6      |
| 2005./06   | 1. Luckenwalder SC           | SV Siegfried Hallbergmoos    | 22:13 i 30:5          |
| 2006./07   | KSV Köllerbach               | 1. Luckenwalder SC           | 23:13 i 21:18         |
| 2007./08   | KSV Köllerbach               | 1. Luckenwalder SC           | 25:15 i 17:20         |
| 2008./09   | KSV Köllerbach               | 1. Luckenwalder SC           | 23:16 i 19:21         |
| 2009./10   | KSV Aalen 05                 | SV Germania Weingarten       | 20:18 i 22:16         |
| 2010./11   | SV Germania Weingarten       | RWG Mömbris/Königshofen      | 21:16 i 22:14         |
| 2011./12   | SV Germania Weingarten       | KSV Köllerbach               | 18:21 i 24:12         |
| 2012./13   | ASV Mainz 1888               | KSV Köllerbach               | 22:14 i 15:22         |
| 2013./14   | ASV Nendingen                | SV Germania Weingarten       | 18:16 i 14:16         |